# Innocent Victim
| 전문가 평가                      | 전문가 평가 |
| 평가 점수                        | 평가 점수   |
| 출처                             | 점수        |
| -------------------------------- | ----------- |
| AllMusic                         | [ 1 ]       |
| Collector's Guide to Heavy Metal | 3/10        |

《Innocent Victim》은 1977년 11월, 영국의 브론즈 레코드와 미국의 워너 브라더스 레코드가 발매한 영국의 하드 록 밴드 유라이어 힙의 열한 번째 스튜디오 음반이다.
미국이나 영국 차트에는 오르지 않았지만 《Innocent Victim》은 독일에서만 10만 장 이상의 판매고를 올렸고 뉴질랜드와 호주에서는 각각 19위와 44위에 올랐다. 싱글 〈Free Me〉는 뉴질랜드에서 3위, 남아프리카 공화국에서도 3위로 정점을 찍었다. 〈Free Me〉는 또한 호주에서 유라이어 힙의 유일한 히트곡으로 9위에 올랐다.

## 배경
드러머 리 커슬레이크의 눈은 커버 아트에 있는 뱀을 위해 사용되었다. 미국에서 소매는 대신에 살아있는 포토몽타주였다.
이 음반은 1997년 캐슬 커뮤니케이션스에 의해 두 개의 보너스 트랙과 함께 리마스터드되고 재발매되었으며, 다시 2004년 밴드의 1979년 유럽 투어 동안 녹음된 세 개의 라이브 트랙을 포함한 확장 디럭스 에디션으로 재발매되었다(이것은 《Live in Europe 1979》 음반에 발표된 대체 버전이다).

## 곡 목록
모든 곡들은 특별한 언급이 없는 한 켄 헨슬리에 의해 작사/작곡하였다.
| #  | 제목               | 작사·작곡                  | 재생 시간 |
| -- | ------------------ | -------------------------- | --------- |
| 1. | 〈Keep on Ridin'〉 | 헨슬리, 잭 윌리엄스        | 3:40      |
| 2. | 〈Flyin' High〉    |                            | 3:19      |
| 3. | 〈Roller〉         | 트레버 볼더, 피트 맥도널드 | 4:41      |
| 4. | 〈Free 'n' Easy〉  | 믹 박스, 존 로튼           | 3:05      |
| 5. | 〈Illusion〉       |                            | 5:05      |

| #  | 제목              | 작사·작곡 | 재생 시간 |
| -- | ----------------- | --------- | --------- |
| 6. | 〈Free Me〉       |           | 3:34      |
| 7. | 〈Cheat 'n' Lie〉 |           | 4:54      |
| 8. | 〈The Dance〉     | 윌리엄스  | 4:49      |
| 9. | 〈Choices〉       | 윌리엄스  | 5:49      |

## 인증
| 국가                       | 인증 | 판매량/출하량 |
| -------------------------- | ---- | ------------- |
| 독일 (BVMI)                | 골드 | 250,000^      |
| ^출하량을 기반으로 한 인증 |      |               |